# Ed Elisian
Ed Elisian (9 de dezembro de 1926 — 30 de agosto de 1959) foi um automobilista norte-americano. 
Ele esteve em cinco 500 Milhas de Indianápolis, quando a prova fazia parte do calendário da Fórmula 1 de 1950 até 1960: 1954, 1955, 1956, 1957 e 1958.
Em agosto de 1959, Elisian entrou na corrida USAC IndyCar 200 Milhas (320 km) na "Milwaukee Mile", conhecida como "Wisconsin State Fair Park". Dirigindo um roadster estilo Watson verde metálico de propriedade de Ernie Ruiz, ele bateu na 29ª volta quando girou no óleo do motor de A. J. Foyt. O carro bateu na parede, rompendo a célula de combustível e capotou. Cerca de sessenta galões de combustível pegaram fogo e levaram mais de nove minutos para apagar. O acidente ceifou a vida de Elisian.